# Нижньоглибоке
Нижньоглибо́ке (рос. Нижнеглубокое) — присілок у складі Леб'яжівського округу Курганської області, Росія.
Населення — 3 особи (2010, 16 у 2002).